# Municipio de King City
El municipio de King City (en inglés: King City Township) es un municipio ubicado en el condado de McPherson en el estado estadounidense de Kansas. En el año 2010 tenía una población de 477 habitantes y una densidad poblacional de 5,12 personas por km².

## Geografía
El municipio de King City se encuentra ubicado en las coordenadas 38°18′9″N 97°38′48″O / 38.30250, -97.64667. Según la Oficina del Censo de los Estados Unidos, el municipio tiene una superficie total de 93.22 km², de la cual 93,1 km² corresponden a tierra firme y (0,13 %) 0,12 km² es agua.

## Demografía
Según el censo de 2010, había 477 personas residiendo en el municipio de King City. La densidad de población era de 5,12 hab./km². De los 477 habitantes, el municipio de King City estaba compuesto por el 97,69 % blancos, el 0,42 % eran afroamericanos, el 0,84 % eran de otras razas y el 1,05 % eran de una mezcla de razas. Del total de la población el 3,56 % eran hispanos o latinos de cualquier raza.